# Bilał Machow
Bilał Waleriewicz Machow (ros. Билял Валерьевич Махов; ur. 20 września 1987 w Nalczyku) – rosyjski zapaśnik narodowości kabardyjskiej startujący w kategorii do 120 kg w stylu wolnym, brązowy medalista olimpijski, trzykrotny mistrz świata, mistrz Europy. Drugi w Pucharze Świata w 2010. Mistrz Rosji w 2009, 2010, 2012 i 2015 i trzeci w 2008 i 2016 roku.
Największym jego sukcesem jest srebrny medal igrzysk olimpijskich w Londynie w wadze 120 kg oraz trzy złote medale mistrzostw świata w kategorii do 120 kg. W Rio de Janeiro 2016 zajął trzynaste miejsce w kategorii 125 kg.
25 kwietnia 2015 ogłoszono, że podpisał kontrakt z amerykańską organizacją sportów walki Ultimate Fighting Championship, jednak w przeciągu roku nie stoczył tam żadnej walki i jego występ nie jest też ogłoszony na gale planowane do czerwca, jego debiut nastąpi najpewniej dopiero po igrzyskach olimpijskich w Rio de Janeiro na których, jak sam oświadczył, zamierza odegrać istotną rolę.